# Penfieldit
Penfieldit ist ein eher selten vorkommendes Mineral aus der Mineralklasse der Halogenide. Es kristallisiert im hexagonalen Kristallsystem mit der chemischen Zusammensetzung Pb2Cl3(OH) und entwickelt meist nur kleine, gestreifte Kristalle bis etwa 3 cm Länge und prismatischer, pyramidaler Form.

## Etymologie und Geschichte
Erstmals gefunden wurde Penfieldit 1892 an verschiedenen Schlackenfundstellen im Gebiet um Laurion in der griechischen Region Attika und beschrieben durch Friedrich August Genth, der das Mineral nach Samuel Lewis Penfield (1856–1906), einem US-amerikanischen Mineralogen, benannte.

## Klassifikation
In der veralteten 8. Auflage der Mineralsystematik nach Strunz gehörte der Penfieldit zur Mineralklasse der „Halogenide“ und dort zur Abteilung „Oxidhalogenide“, wo er gemeinsam mit Blixit, Ekdemit, Heliophyllit, Mendipit, Nadorit, Onoratoit und Perit in der „Mendipit-Nadorit-Gruppe“ mit der Systemnummer III/C.06 steht.
In der zuletzt 2018 überarbeiteten Lapis-Systematik nach Stefan Weiß, die formal auf der alten Systematik von Karl Hugo Strunz in der 8. Auflage basiert, erhielt das Mineral die System- und Mineralnummer III/D.10-070. Dies entspricht der Klasse der „Halogenide“ und dort der Abteilung „Oxihalogenide“, wo Penfieldit zusammen mit Asisit, Blixit, Chubutit (D), Damarait, Ekdemit, Heliophyllit (D), Hereroit, Kombatit, Mendipit, Mereheadit, Nadorit, Parkinsonit, Perit, Philolithit, Pinalit, Rickturnerit, Rumseyit, Sahlinit, Schwartzembergit, Seeligerit, Sundiusit, Symesit, Telluroperit, Thorikosit, Vladkrivovichevit und Yeomanit eine unbenannte Gruppe mit der Systemnummer III/D.10 bildet.
Die von der International Mineralogical Association (IMA) zuletzt 2009 aktualisierte 9. Auflage der Strunz’schen Mineralsystematik ordnet den Penfieldit in die Klasse der „Halogenide“ und dort in die Abteilung „Oxihalogenide, Hydroxyhalogenide und verwandte Doppel-Halogenide“ ein. Hier ist das Mineral in der Unterabteilung „Mit Pb (As, Sb, Bi) ohne Cu“ zu finden, wo es als einziges Mitglied eine unbenannte Gruppe mit der Systemnummer 3.DC.15 bildet.
In der vorwiegend im englischen Sprachraum gebräuchlichen Systematik der Minerale nach Dana hat Penfieldit die System- und Mineralnummer 10.04.01.01. Das entspricht der Klasse der „Halogenide“ und dort der Abteilung „Oxihalogenide und Hydroxyhalogenide“. Hier findet er sich innerhalb der Unterabteilung „Oxihalogenide und Hydroxyhalogenide mit der Formel A2(O,OH)Xq“ als einziges Mitglied in einer unbenannten Gruppe mit der Systemnummer 10.04.01.

## Kristallstruktur
Penfieldit kristallisiert hexagonal in der Raumgruppe P6 (Raumgruppen-Nr. 174) mit den Gitterparametern a = 11,393 Å und c = 4,024 Å sowie 36 Formeleinheiten pro Elementarzelle.

## Eigenschaften
Reiner Penfieldit ist farblos. Er kann jedoch durch Gitterbaufehler oder Fremdbeimengungen von weißer, gelblicher oder bläulicher Farbe sein.
Penfieldit löst sich in Wasser auf und färbt es dabei durch Bildung von Bleioxychlorid (Kasseler Gelb) gelblichweiß.

## Bildung und Fundorte

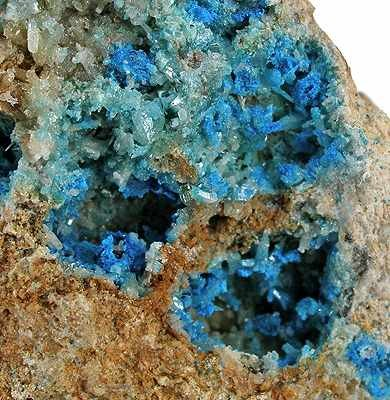
Penfieldit, Boleit und Cotunnit aus Sierra Gorda, Chile

Penfieldit bildet sich ähnlich wie Laurionit als sekundäres Umwandlungsprodukt in antiken, bleihaltigen, durch Metallverarbeitung entstandenen Schlacken unter Einfluss von Salzwasser oder in der Oxidationszone bleihaltiger Mineral-Lagerstätten. Dort tritt es in Paragenese unter anderem mit Cotunnit, Fiedlerit, Paralaurionit und Phosgenit auf.
Weltweit wurde das Mineral bisher an 10 Fundorten nachgewiesen: In der „Margarita Mine“ bei Caracoles in der chilenischen Gemeinde Sierra Gorda; in mehreren Regionen rund um Laurion in Griechenland; in den italienischen Regionen Varenna und der Toskana; bei Mahdia in Tunesien sowie bei Mullan im US-Bundesstaat Idaho.